# Masha'allah ibn Athari
Masha'Allah ibn Atharī (en árabe: ما شاء الله ابن أثرى‎) (c.740–815) fue un astrólogo y astrónomo persa judío. Originario de la ciudad de Basora (localizada actualmente en Irak) se convirtió en el principal astrólogo de finales del siglo VIII. Según Ibn al-Nadim en su  Fihrist, Masha'Allah era "un hombre distinguido y durante su época, la persona principal para la ciencia de los juicios de las estrellas". Formó parte del tribunal astrológico del Califato abasí, escribiendo numerosos trabajos sobre astrología en árabe, algunos de los cuales solo han sobrevivido en traducciones latinas.
La frase árabe ma sha`a allah indica la aceptación de que Dios ha dispuesto en términos de buena o mala fortuna lo que le puede acontecer a un creyente. Ibn al-Nadim dejó escrito que el nombre de Masha'Allah era Mīshā, que significa Yithro (Jethro). Los traductores latinos también lo llamaron Messahala (con muchas variantes, como Messahalla, Messala, Macellama, Macelarma o Messahalah).
El cráter lunar Messala lleva este nombre en su memoria.

## Vida y obra
Siendo joven, participó en la fundación de Bagdad por el Califa Al-Mansur en 762, colaborando con un grupo de astrólogos dirigido por Naubakht el Persa para elegir una fecha con un horóscopo propicio para asentar la ciudad. Escribió más de veinte trabajos especialmente sobre astrología, convirtiéndose en una autoridad en los siglos siguientes primero en Oriente Medio, y después en Occidente, cuando la astrología se difundió por Europa en el siglo XII.
Sus escritos versan tanto sobre los horóscopos astrológicos tradicionales, como sobre un tipo más temprano de astrología que utilizaba gráficos de consulta para averiguar la voluntad divina. Es también sabido que su trabajo estuvo fuertemente influido por Hermes Trismegisto y Doroteo de Sidón. Solo se ha conservado uno de sus escritos en su idioma árabe original, pero se dispone de muchos de ellos en latín medieval, griego bizantino y traducciones hebreas. Su tratado De mercibus (Sobre Premios) es el trabajo científico más antiguo conservado en árabe.
Uno de sus trabajos más populares en la Edad Media fue un tratado cosmológico que daba una descripción sintética del cosmos entero siguiendo líneas aristotélicas. En él, Masha'Allah abarca muchos temas importante en los primeros tiempos de la cosmología, rebasando las ideas de la cosmología tradicional postulando un universo formado por diez orbes esféricos concéntricos. Por su cuenta, pretendió dirigirse también a lectores laicos, y por lo tanto se añadieron esquemas a los textos para facilitar la comprensión de sus ideas principales. El tratado fue impreso en dos versiones del manuscrito: versión corta de 27 capítulos, conocida como De scientia motus orbis; y una versión extendida de 40 capítulos denominada De elementis et orbibus. La versión corta fue traducida por Gerardo de Cremona. Ambos se imprimieron en Núremberg, en 1504 y en 1549 respectivamente. Este trabajo es generalmente citado como el De orbe corto.
Masha'Allah escribió el primer tratado sobre el astrolabio (p 10) en árabe. Posteriormente se tradujo al latín como De Astrolabii Compositione et Ultilitate, y se incluyó en la obra de Gregor Reisch Margarita phylosophica (ed. pr., Friburgo, 1503; Suter indica que el texto está incluido en la edición de Basilea de 1583). Su contenido trata principalmente sobre la construcción y el uso del astrolabio.
En su obra Sobre Conjunciones, Religiones y Personas analiza las configuraciones astrológicas de acontecimientos mundiales importantes, en función de las conjunciones de Júpiter y Saturno en cada época. Este tratado no se ha conservado íntegro, y se preservó solo a través de menciones parciales efectuadas por el astrólogo cristiano Ibn Hibinta. Otros trabajos notables son su Liber Messahallaede revoltione liber annorum mundi, una obra sobre órbitas, y De rebus eclipsium et de conjunctionibus planetarum in revolutionibus annorm mundi, un trabajo sobre eclipses. Su trabajo sobre nacimientos, con el título árabe de Kitab al - Mawalid, ha sido parcialmente traducido al inglés a partir de una traducción latina del árabe por James H. Holden. Otros escritos astronómicos y astrológicos son citados por Suter y Steinschneider.
También existe un tratado astronómico irlandés, basado en parte en una versión latina medieval, editado con prefacio, traducción, y glosario, por Afaula Power (Irish Texts Society, vol. 14, 194 p., 1914). El notable erudito y astrólogo del siglo XII Abraham ben Meir ibn Ezra tradujo dos de los tratados astrológicos de Masha'Allah al hebreo: She'elot y Ḳadrut (Steinschneider, "Hebr. Uebers." pp. 600–603). 
Once de sus tratados astrológicos se tradujeron desde el latín al inglés en 2008, y están disponibles en The Works of Sahl and Masha'allah (Los Trabajos de Sahl y Masha'Allah) por Benjamin N. Dykes. On Reception (Sobre la Recepción) está también disponible en una traducción inglesa de Robert Hand a partir de la edición latina impresa por Joachim Heller de Núremberg en 1549.

## Filosofía
Masha'Allah postuló un universo compuesto por diez orbes, más allá del modelo de ocho orbes planteado por Aristóteles y del modelo de nueve orbes que era popular en su tiempo. En todos sus modelos planetarios, Mashallah adscribe al universo 26 orbes, que tiene en cuenta para calcular el posicionamiento relativo y el movimiento de los siete planetas. De los diez orbes, los siete primeros contienen los planetas y el octavo contiene las estrellas fijas. El noveno y el décimo orbes fueron denominados por Masha'Allah como el "Orbe de Signos" y el "Gran Orbe" respectivamente. Ambos carecen de estrellas y de movimiento con el movimiento diurno, pero el décimo orbe se mueve en el plano del ecuador celeste, mientras que el noveno orbe se desplaza alrededor de los polos que están inclinados 24° con respecto a los polos del décimo orbe. El noveno también está dividido en doce esferas separadas, nombradas según las constelaciones zodiacales que pueden ser vistas desde el octavo orbe. El octavo y noveno orbes se mueven alrededor de los mismos polos, pero con movimiento diferente. El noveno orbe se desplaza con el movimiento diario, de modo que los 12 signos son estáticos con respecto a los equinoccios, el octavo orbe de las estrellas fijas se mueve 1° cada 100 años, de modo que las 12 constelaciones zodiacales son móviles con respecto a los equinoccios. El octavo y noveno orbes se mueven alrededor de los mismos polos, lo que garantiza que los 12 signos estacionarios y las 12 constelaciones zodiacales móviles se vayan superponiendo. Describiendo el universo de esta manera, Masha'Allah intentaba demostrar la realidad natural de los 12 signos para acentuar que las estrellas están localizadas con respecto a los signos, y que fenómenos naturales fundamentales como el principio de las estaciones, los cambios del tiempo, y el paso de los meses, tienen lugar en el ámbito sublunar cuando el sol se introduce en los signos del noveno orbe.
Masha'Allah fue un defensor de la idea de que las conjunciones de Saturno y de Júpiter dictan el transcurso de acontecimientos importantes en la Tierra. Estas conjunciones, que ocurren aproximadamente cada veinte años, tienen lugar con la misma triplicidad cada aproximadamente doscientos años, y los eventos de triplicidad están sujetos a una especial significación.

## Obras
- De cogitatione
- Epistola de rebus eclipsium et conjunctionibus planetarum (distinto de De magnis conjunctionibus por Abu Ma'shar al Balkhi ; Traducción del Latin: Juan de Sevilla Hispalenis et Limiensis
- De revolutionibus annorum mundi
- De significationibus planetarum in nativitate
- Liber receptioni
- Works of Sahl and Masha'allah, trans. Benjamin Dykes, Cazimi Press, Golden Valley, MN, 2008.
- Masha'Allah, On Reception, trans. Robert Hand, ARHAT Publications, Reston, VA, 1998.

## Eponimia
- El cráter lunar Messala lleva este nombre en su memoria.[15]